# اولاف اوکرن
اولاف اوکرن (انگلیسی: Olav Økern; ۳ ژوئن ۱۹۱۱ – ۱۱ آوریل ۲۰۰۰) اسکی‌باز صحرانوردی اهل نروژ بود.